# Sugar, Sugar
Sugar, Sugar is een single van de fictieve garageband The Archies uit 1969. Het is de eerste track op de B-kant van het album Everything's Archie uit 1969.

## Achtergrond
Sugar, Sugar is geschreven door Jeff Barry en Andy Kim en geproduceerd door Jeff Barry. Het nummer is een van de grootste hits van het bubblegum-genre, met noteringen in hitlijsten over de hele wereld en "nummer 1"-noteringen in onder meer de Verenigde Staten, het Verenigd Koninkrijk, Duitsland en Vlaanderen. Ook in Nederland was het een succes, met een derde plaats in de Hilversum 3 Top 30 en een vierde plaats in de Top 40. Het nummer is in 1969 tweemaal gereleaset. De eerste release was geen enorm succes, maar de tweede zorgde voor de hoge noteringen. Dit kwam mede doordat bij de tweede uitbrenging de radio-dj's verteld werd dat het nummer werd uitgevoerd door cartoonkarakters, wat het nummer interessant maakte.

## NPO Radio 2 Top 2000
| Nummer met noteringen in de NPO Radio 2 Top 2000 | '01  | '02  | '03-'04 | '05  |
| ------------------------------------------------ | ---- | ---- | ------- | ---- |
| Sugar, Sugar                                     | 1603 | 1529 | -       | 1999 |

1. ↑  Een '-' betekent dat het nummer niet was genoteerd en een vetgedrukt getal geeft de hoogste notering aan.
2. ↑  2001 was het eerste jaar met een notering voor dit nummer.
3. ↑  Deze tabel is bijgewerkt tot en met de laatste editie (2024).